# Centrale de Hull-2
La centrale de Hull-2 est une centrale hydroélectrique et un barrage d'Hydro Ottawa érigés sur la rivière des Outaouais, à Gatineau, dans la région administrative de l'Outaouais, au Québec. Cette centrale, d'une puissance installée de 27 MW, a été mise en service en 1920.
En 1963 la centrale a été acquise par Hydro-Québec dans le cadre de la nationalisation de la Gatineau Power. Elle a été revendue en 2016 à Hydro Ottawa. Hydro-Québec a justifié cette transaction en en invoquant qu'elle « s'inscrit dans une démarche d'optimisation des ressources visant l'amélioration de la performance » de l'entreprise.